# القوس السورية
القوس السورية سلسلة من هياكل الطيات التي تمتد من سوريا عبر لبنان وفلسطين إلى شمال سيناء وإلى الصحارى الشرقية والغربية في مصر. بدأت الطيات بالتشكل خلال العصر الطباشيري المتأخر نتيجة لإغلاق محيط تيش الذي تسبب في تقصير الحافة القارية مع إعادة تنشيط الفالق الممتدة التي تشكلت خلال العصر الجوراسي.